# Témime Lahzami
Témime Lahzami (arab. تميم الحزامي) (ur. 1 stycznia 1949 w Hammam-Lif) – tunezyjski piłkarz, występujący na pozycji napastnika. Uczestnik Mistrzostw Świata 1978.

## Kariera klubowa
Témime Lahzami piłkarską karierę rozpoczął w 1962 roku w klubie CS Hammam-Lif. W 1970 przeszedł do Espérance Tunis, w którym grał do 1977 roku. Podczas tego okresu zdobył Mistrzostwo Tunezji w 1975 i 1976 roku. W 1977 przeszedł do saudyjskiego Ittihad FC. 
W sezonie 1979-80 występował krótko w Olympique Marsylia, skąd powrócił do Espérance Tunis. Z Esperance zdobył Puchar Tunezji w 1980 roku.
Ostatnie dwa lata kariery (1981–1983) Témime Lahzami spędził w macierzystym CS Hammam-Lif.

## Kariera reprezentacyjna
W reprezentacji Tunezji zadebiutował w 1977 roku. Uczestniczył w zakończonych sukcesem eliminacjach Mistrzostw Świata 1978. W finałach, pełniąc rolę kapitana zagrał we wszystkich trzech meczach z: reprezentacją RFN, reprezentacją Polski oraz reprezentacją Meksyku. Uczestniczył w przegranych eliminacjach Mistrzostw Świata 1982. Łącznie w latach 1977–1981 rozegrał w reprezentacji 69 spotkań i strzelił 12 bramek.